# Thecturota tenuissima
Thecturota tenuissima är en skalbaggsart som beskrevs av Thomas Casey 1893. Thecturota tenuissima ingår i släktet Thecturota och familjen kortvingar. Inga underarter finns listade i Catalogue of Life.